# Olympische Winterspiele 1948/Ski Alpin
Bei den V. Olympischen Winterspielen 1948 in St. Moritz fanden sechs Wettbewerbe im Alpinen Skisport statt. Austragungsort der Rennen war das Wintersportgebiet Corviglia. Die drei Erstplatzierten in der Abfahrt, im Slalom und in der Kombination erhielten nebst den Olympiamedaillen auch Weltmeisterschaftsmedaillen, da diese Wettbewerbe auch als 10. Alpine Skiweltmeisterschaften zählten.

## Bilanz

### Medaillenspiegel
| Platz  | Land               | Gold | Silber | Bronze | Gesamt |
| ------ | ------------------ | ---- | ------ | ------ | ------ |
| 1      | Schweiz            | 2    | 2      | 2      | 6      |
| 2      | Frankreich         | 2    | 1      | 2      | 5      |
| 3      | Österreich         | 1    | 2      | 3      | 6      |
| 4      | Vereinigte Staaten | 1    | 1      | –      | 2      |
| Gesamt | Gesamt             | 6    | 6      | 7      | 19     |

### Medaillengewinner
| Konkurrenz  | Gold           | Silber        | Bronze                     |
| ----------- | -------------- | ------------- | -------------------------- |
| Abfahrt     | Henri Oreiller | Franz Gabl    | Karl Molitor Ralph Olinger |
| Slalom      | Edy Reinalter  | James Couttet | Henri Oreiller             |
| Kombination | Henri Oreiller | Karl Molitor  | James Couttet              |

| Konkurrenz  | Gold             | Silber           | Bronze          |
| ----------- | ---------------- | ---------------- | --------------- |
| Abfahrt     | Hedy Schlunegger | Trude Beiser     | Resi Hammerer   |
| Slalom      | Gretchen Fraser  | Antoinette Meyer | Erika Mahringer |
| Kombination | Trude Beiser     | Gretchen Fraser  | Erika Mahringer |

## Männer

### Abfahrt
| Platz | Land | Sportler                     | Zeit (min) |
| ----- | ---- | ---------------------------- | ---------- |
| 1     | FRA  | Henri Oreiller               | 2:55,0     |
| 2     | AUT  | Franz Gabl                   | 2:59,1     |
| 3     | SUI  | Karl Molitor                 | 3:00,3     |
| 3     | SUI  | Ralph Olinger                | 3:00,3     |
| 5     | AUT  | Egon Schöpf                  | 3:01,2     |
| 6     | ITA  | Silvio Alverà                | 3:02,4     |
| 6     | ITA  | Carlo Gartner                | 3:02,4     |
| 8     | SUI  | Fernand Grosjean             | 3:03,1     |
| 9     | AUT  | Hans Nogler                  | 3:03,2     |
| 10    | SWE  | Hans Hansson                 | 3:05,0     |
| 11    | SUI  | Adolf Odermatt               | 3:06,4     |
|       |      |                              |            |
| 14    | AUT  | Engelbert Haider             | 3:08,2     |
| 15    | AUT  | Eberhard Kneisl              | 3:08,3     |
| 18    | SUI  | Romedi Spada                 | 3:09,2     |
| 19    | AUT  | Edi Mall                     | 3:09,3     |
| 22    | SUI  | Edy Reinalter                | 3:11,0     |
| 55    | LIE  | Franz Beck                   | 3:38,3     |
| 73    | LIE  | Max Gassner                  | 3:53,0     |
| 79    | LIE  | Leopold Schädler             | 4:00,0     |
| 90    | LIE  | Theodor Sele                 | 4:24,1     |
| 99    | LIE  | Constantin von Liechtenstein | 5:04,1     |

Datum: 2. Februar, 10:00 Uhr

Start: 2700 m, Ziel: 1870 m

Höhendifferenz: 830 m, Streckenlänge: 3371 m
111 Teilnehmer aus 25 Ländern, davon 102 in der Wertung. Der Lauf zählte ebenfalls für die alpine Kombination.
Der Schweizer Karl Molitor, sechsfacher Sieger der Lauberhornabfahrt, gehörte zu den großen Favoriten in der Männer-Abfahrt. Er fuhr ein technisch sicheres Rennen und kam mit neuer Bestzeit ins Ziel. Kurz darauf startete der Franzose Henri Oreiller. Dieser meisterte die Schwierigkeiten des Steilhanges ohne wesentliches Abbremsen und führte bereits in der Zwischenzeit mit fünf Sekunden, die er bis ins Ziel nicht mehr hergab. Dem Österreicher Franz Gabl gelang es noch auf den zweiten Platz vorzustoßen und Ralph Olinger holte zeitgleich mit Molitor eine zweite Bronzemedaille für die Schweiz. Couttet als einer der großen Favoriten für die Kombination, der als besserer Slalomläufer bekannt war, klassierte sich auf Rang 13.

### Slalom
| Platz | Land | Sportler          | Zeit (min) |
| ----- | ---- | ----------------- | ---------- |
| 1     | SUI  | Edy Reinalter     | 2:10,3     |
| 2     | FRA  | James Couttet     | 2:10,8     |
| 3     | FRA  | Henri Oreiller    | 2:12,8     |
| 4     | ITA  | Silvio Alverà     | 2:13,2     |
| 5     | SWE  | Olle Dalman       | 2:13,6     |
| 6     | AUT  | Egon Schöpf       | 2:14,2     |
| 7     | USA  | Jack Reddish      | 2:15,5     |
| 8     | SUI  | Karl Molitor      | 2:16,2     |
| 9     | TCH  | Luboš Brchel      | 2:16,6     |
| 10    | SWE  | Sixten Isberg     | 2:17,2     |
|       |      |                   |            |
| 12    | AUT  | Edi Mall          | 2:18,3     |
| 13    | SUI  | Georges Schneider | 2:18,4     |
| 17    | AUT  | Engelbert Haider  | 2:22,8     |

Datum: 5. Februar, 9:00 Uhr

Start: 2090 m, Ziel: 1870 m

Höhendifferenz: 220 m

Tore: 47 (1. Lauf)
77 Teilnehmer aus 22 Ländern, davon 66 in der Wertung. Ausgeschieden u. a.: Christian Pravda, Hans Hinterholzer (beide AUT).
Die Bestzeit im ersten Lauf erzielte Silvio Alverà, knapp gefolgt vom Franzosen James Couttet. Nachdem Karl Molitor mit knapp drei Sekunden Rückstand unter den Erwartungen blieb, hofften die Schweizer auf Edy Reinalter, der die drittbeste Laufzeit erzielte. Henri Oreiller war ebenfalls nahe an der Spitze, das übrige Feld war bereits im ersten Lauf deutlich abgeschlagen. Der Österreicher Hans Hinterholzer stürzte, überschlug sich und flog in die Zuschauer. Oreiller vermochte Alverà im zweiten Lauf noch zu überholen und gewann letztlich Bronze. Nachdem Couttet die Spitze übernommen hatte, stellte Reinalter die Laufbestzeit auf und gewann eine weitere Goldmedaille für die Schweiz.

### Kombination
| Platz | Land | Sportler           | Punkte |
| ----- | ---- | ------------------ | ------ |
| 1     | FRA  | Henri Oreiller     | 03,27  |
| 2     | SUI  | Karl Molitor       | 06,44  |
| 3     | FRA  | James Couttet      | 06,95  |
| 4     | AUT  | Edi Mall           | 08,54  |
| 5     | ITA  | Silvio Alverà      | 08,71  |
| 6     | SWE  | Hans Hansson       | 09,31  |
| 7     | ITA  | Vittorio Chierroni | 09,69  |
| 8     | AUT  | Hans Nogler        | 09,96  |
| 9     | TCH  | Antonín Šponar     | 11,19  |
| 10    | SUI  | Edy Reinalter      | 12,01  |
| 11    | AUT  | Eberhard Kneisl    | 12,36  |
|       |      |                    |        |
| 13    | AUT  | Engelbert Haider   | 13,26  |
| 15    | SUI  | Adolf Odermatt     | 15,64  |
| 16    | SUI  | Fernand Grosjean   | 16,61  |
| 47    | LIE  | Franz Beck         | 48,37  |
| 50    | LIE  | Leopold Schädler   | 54,48  |
| 58    | LIE  | Theodor Sele       | 72,78  |
| 62    | LIE  | Max Gassner        | 76,56  |

Abfahrt: 2. Februar, 10:00 Uhr

Slalom: 4. Februar, 9:00 Uhr
78 Teilnehmer aus 24 Ländern, davon 67 in der Wertung. Der Wettbewerb setzte sich aus der Abfahrt, die gemeinsam mit den Spezialisten ausgetragen wurde, und einem separaten Kombinationsslalom zusammen.
Beim Kombinationsslalom der Männer stellte sich die Frage, ob es Karl Molitor gelingen würde, seine fünf Sekunden Rückstand auf den Abfahrtssieger Henri Oreiller wettzumachen. Er zeigte jedoch keine Ausnahmeleistung und so konnte Oreiller mit zwei sicheren Fahrten seine zweite Goldmedaille sichern. Der Franzose James Couttet, Schnellster im Kombinationsslalom, kam in der alpinen Kombination noch auf den dritten Platz. Der Österreicher Edi Mall schob sich noch mit Rang 2 im Kombinationsslalom auf Rang 4 in der Endwertung nach vorne; Vittorio Chierroni (ITA) wurde Dritter.

## Frauen

### Abfahrt
| Platz | Land | Sportlerin              | Zeit (min) |
| ----- | ---- | ----------------------- | ---------- |
| 1     | SUI  | Hedy Schlunegger        | 2:28,3     |
| 2     | AUT  | Trude Beiser            | 2:29,1     |
| 3     | AUT  | Resi Hammerer           | 2:30,2     |
| 4     | ITA  | Celina Seghi            | 2:31,1     |
| 5     | SUI  | Lina Mittner            | 2:31,2     |
| 6     | FRA  | Suzanne Thiollière      | 2:31,4     |
| 7     | NOR  | Laila Schou Nilsen      | 2:32,9     |
| 7     | FRA  | Françoise Gignoux       | 2:32,9     |
| 9     | SUI  | Rosmarie Bleuer         | 2:33,3     |
| 11    | SUI  | Antoinette Meyer        | 2:35,4     |
|       |      |                         |            |
| 14    | SUI  | Irène Molitor           | 2:37,2     |
| 16    | AUT  | Annelore Zückert        | 2:38,4     |
| 17    | AUT  | Anneliese Schuh-Proxauf | 2:39,0     |
| 19    | AUT  | Erika Mahringer         | 2:39,3     |
| 24    | SUI  | Olivia Ausoni           | 2:45,1     |
| 26    | AUT  | Sophie Nogler           | 2:47,0     |

Datum: 2. Februar, 14:30 Uhr

Start: 2394 m, Ziel: 1870 m

Höhendifferenz: 524 m, Streckenlänge: 2135 m
37 Teilnehmerinnen aus 11 Ländern.
Beim Abfahrtstraining am 31. Januar stürzte die Österreicherin Dagmar Rom schwer und erlitt einen Bänderriss, sodass für sie das Saison-Aus gegeben war. 37 Fahrerinnen waren am Start, alle erreichten das Ziel. Die Frauen-Abfahrt erfolgte unmittelbar nach dem Rennen der Männer auf der gleichen Strecke. 15 Pflichttore verhinderten jedoch überhöhte Geschwindigkeiten und größere Schwierigkeiten, so dass es sich eigentlich um einen Riesenslalom handelte.
Als erste Favoritin konnte sich die Österreicherin Trude Beiser an die Spitze setzen. Gleich hinter ihr fuhr die als Außenseiterin angetretene Schweizerin Hedy Schlunegger. Diese stürzte am Eingang zum Kanonenrohr, konnte die Fahrt jedoch mit geringem Zeitverlust fortsetzen und erreichte das Ziel in neuer Bestzeit. Weder Resi Hammerer noch Celina Seghi oder Laila Schou Nilsen kamen an ihre Zeit heran. Damit sicherte Schlunegger der Schweiz den ersten großen alpinen Erfolg. Durch Stürze vergaben zwei aussichtsreiche Kandidatinnen für die Kombination, Georgette Thiollière (FRA) und May Nilsson (SWE), ihre Chancen.

### Slalom
| Platz | Land | Sportlerin              | Zeit (min) |
| ----- | ---- | ----------------------- | ---------- |
| 1     | USA  | Gretchen Fraser         | 1:57,2     |
| 2     | SUI  | Antoinette Meyer        | 1:57,7     |
| 3     | AUT  | Erika Mahringer         | 1:58,0     |
| 4     | FRA  | Georgette Thiollière    | 1:58,8     |
| 5     | SUI  | Renée Clerc             | 2:05,8     |
| 6     | AUT  | Anneliese Schuh-Proxauf | 2:06,7     |
| 7     | AUT  | Resi Hammerer           | 2:08,6     |
| 8     | USA  | Andrea Mead             | 2:08,8     |
| 9     | USA  | Brynhild Grasmoen       | 2:09,6     |
| 10    | SWE  | May Nilsson             | 2:09,7     |
|       |      |                         |            |
| 13    | SUI  | Rosmarie Bleuer         | 2:10,6     |
| 17    | SUI  | Olivia Ausoni           | 2:18,6     |

Datum: 5. Februar, 10:00 Uhr

Start: 2050 m, Ziel: 1870 m

Höhendifferenz: 180 m

Tore: 35 (1. Lauf)
28 Teilnehmerinnen aus 10 Ländern, davon 24 in der Wertung.
Nach dem ersten Lauf führte auf der eisharten Piste, die große Anforderungen an die Läuferinnen stellte, zur allgemeinen Überraschung die US-Amerikanerin Gretchen Fraser, knapp vor Erika Mahringer aus Österreich, die ebenfalls eine Laufzeit unter einer Minute erreichte. Eine Sekunde Rückstand hatten die Schweizerin Antoinette Meyer und Georgette Thiollière aus Frankreich. Die übrigen Fahrerinnen wurden deutlich distanziert. Die Entscheidung fiel bereits zu Beginn des zweiten Laufs, als Fraser mit einer technisch sauberen Fahrt eine Laufzeit von 57,5 Sekunden erzielte. Diese Zeit wurde nur noch durch Antoinette Meyer mit 57,0 Sekunden unterboten, was der Schweizerin den zweiten Rang vor Erika Mahringer, die beinahe gestürzt wäre, einbrachte, den Gesamtsieg der Amerikanerin aber nicht gefährdete.

### Kombination
| Platz | Land | Sportlerin              | Punkte |
| ----- | ---- | ----------------------- | ------ |
| 1     | AUT  | Trude Beiser            | 06,58  |
| 2     | USA  | Gretchen Fraser         | 06,95  |
| 3     | AUT  | Erika Mahringer         | 07,04  |
| 4     | ITA  | Celina Seghi            | 07,46  |
| 5     | FRA  | Françoise Gignoux       | 08,14  |
| 6     | SUI  | Rosmarie Bleuer         | 08,80  |
| 7     | AUT  | Anneliese Schuh-Proxauf | 09,76  |
| 8     | SUI  | Hedy Schlunegger        | 10,20  |
| 9     | TCH  | Alexandra Nekvapilová   | 10,98  |
| 10    | FRA  | Lucienne Schmith        | 11,50  |
| 10    | FRA  | Suzanne Thiollière      | 11,50  |
| 12    | AUT  | Resi Hammerer           | 11,87  |
|       |      |                         |        |
| 14    | SUI  | Lina Mittner            | 12,54  |
| 26    | SUI  | Olivia Ausoni           | 38,02  |

Abfahrt: 2. Februar, 14:30 Uhr

Slalom: 4. Februar, 10:00 Uhr
28 Teilnehmerinnen aus 10 Ländern, davon 27 in der Wertung. Der Wettbewerb setzte sich aus der Abfahrt, die gemeinsam mit den Spezialistinnen ausgetragen wurde, und einem separaten Kombinationsslalom zusammen.
Im Gegensatz zu den Herren waren der von Hedy Schlunegger in der Abfahrt erzielte Vorsprung und ihr Können im Slalom zu gering, als dass ein Kombinationssieg möglich erschien. Nachdem die große Favoritin im Slalom, die Italienerin Celina Seghi, mit Platz 4 unter ihren üblichen Leistung blieb, holte die Österreicherin Trude Beiser mit siebtbester Slalomzeit die Goldmedaille. Ihre Teamkollegin Erika Mahringer gewann den Kombinationsslalom und damit Bronze in der Gesamtwertung. Der zweite Platz ging unerwartet an die US-Amerikanerin Gretchen Fraser, dies dank Rang 2 im Slalom. Den dritten Rang in diesem Kombinationsslalom belegte Schuh-Proxauf.